# Atletica leggera ai Giochi della XXVIII Olimpiade - Decathlon

Video della gara (Roman Šebrle)

Video della gara (Bryan Clay)

Il decathlon ha fatto parte del programma di atletica leggera maschile ai Giochi della XXVIII Olimpiade. La competizione si è svolta nei giorni 23 e 24 agosto 2004 allo Stadio olimpico Spyros Louīs di Atene. La gara è stata vinta dal multiplista ceco Roman Šebrle che, con 8 893 punti, ha stabilito il nuovo record olimpico.

## Presenze ed assenze dei campioni in carica
| Competizione         | Atleta          | Prestazione | Atene 2004 |
| -------------------- | --------------- | ----------- | ---------- |
| Olimpiadi 2012       | Erki Nool       | 8 641 p.    | Presente   |
| Commonwealth 2002    | Claston Bernard | 7 830 p.    | Presente   |
| Europei 2002         | Roman Šebrle    | 8 800 p.    | Presente   |
| Asiatici 2002        | Qi Haifeng      | 8 041 p.    | Presente   |
| Panamericani 2003    | Stephen Moore   | 7 809 p.    | Non qual.  |
| Mondiali 2003        | Tom Pappas      | 8 750 p.    | Presente   |
|                      |                 |             |            |
| Mondiali junior 2000 | Dennis Leyckes  | 7 897 p.    | Presente   |

## Calendario
| Data           | Ora (UTC+2)                   | Specialità                                                                                   |
| -------------- | ----------------------------- | -------------------------------------------------------------------------------------------- |
| 23 agosto 2004 | 09:15 10:15 13:15 18:30 19:20 | 100 metri piani Salto in lungo Getto del peso Salto in alto 400 metri piani                  |
| 24 agosto 2004 | 09:00 10:05 13:45 19:30 21:00 | 110 metri ostacoli Lancio del disco Salto con l'asta Lancio del giavellotto 1500 metri piani |

## Risultati
Prima giornata
Bryan Clay (vincitore delle selezioni USA) parte bene ed è in testa dopo le prime tre prove. Conduce di 9 punti sul kazako Karpov e di 47 sul ceco Roman Šebrle. Karpov con una prova superba sui 400 (46"81) si porta in testa dopo cinque gare, davanti a Šebrle e Clay.
Seconda giornata
Sui 110 ostacoli Clay perde oltre 30 punti dai rivali; l'oro si allontana. Nel disco Karpov stacca Šebrle, ma il céco è molto più forte nell'asta e nel giavellotto e si porta in testa.
Durante il salto con l'asta Tom Pappas, uno dei favoriti, si infortuna ed esce di gara.
Dopo nove gare Šebrle è saldamente in testa; può stabilire il record del mondo se scende sotto 4'20" sui 1500 (il suo personale è 4'21"98). Ma il céco pensa a controllare gli avversari e finisce in un comodo 4'40".

## Classifica
Legenda
     I migliori risultati di ogni specialità sono evidenziati in giallo.
| Class   | Atleta                 | Nazione       | Punteggio | 100 m     | Lungo       | Peso        | Alto       | 400 m     | 110 hs    | Disco       | Asta        | Giavell.    | 1500 m      |
| ------- | ---------------------- | ------------- | --------- | --------- | ----------- | ----------- | ---------- | --------- | --------- | ----------- | ----------- | ----------- | ----------- |
| Oro     | Roman Šebrle           | Rep. Ceca     | 8893      | 894 10"85 | 1020 7,84 m | 873 16,36 m | 915 2,12 m | 892 48"36 | 968 14"05 | 844 48,72 m | 910 5,00 m  | 897 70,52 m | 680 4:40.01 |
| Argento | Bryan Clay             | Stati Uniti   | 8820      | 989 10"44 | 1050 7,96 m | 804 15,23 m | 859 2,06 m | 852 49"19 | 958 14"13 | 873 50,11 m | 880 4,90 m  | 885 69,71 m | 670 4:41.65 |
| Bronzo  | Dmitriy Karpov         | Kazakistan    | 8725      | 975 10"50 | 1012 7,81 m | 847 15,93 m | 887 2,09 m | 968 46"81 | 978 13"97 | 905 51,65 m | 790 4,60 m  | 671 55,54 m | 692 4:38.11 |
| 4       | Dean Macey             | Gran Bretagna | 8414      | 885 10"89 | 927 7,47 m  | 835 15,73 m | 944 2,15 m | 863 48"97 | 903 14"56 | 836 48,34 m | 731 4,40 m  | 715 58,46 m | 775 4:25.42 |
| 5       | Chiel Warners          | Paesi Bassi   | 8343      | 947 10"62 | 995 7,74 m  | 758 14,48 m | 776 1,97 m | 911 47"97 | 973 14"01 | 741 43,73 m | 880 4,90 m  | 669 55,39 m | 693 4:38.05 |
| 6       | Attila Zsivoczky       | Ungheria      | 8287      | 881 10"91 | 847 7,14 m  | 809 15,31 m | 915 2,12 m | 842 49"40 | 856 14"95 | 780 45,62 m | 819 4,70 m  | 790 63,45 m | 748 4:29.54 |
| 7       | Laurent Hernu          | Francia       | 8237      | 867 10"97 | 859 7,19 m  | 768 14,65 m | 831 2,03 m | 874 48"73 | 942 14"25 | 761 44,72 m | 849 4,80 m  | 704 57,76 m | 782 4:24.35 |
| 8       | Erki Nool              | Estonia       | 8235      | 906 10"80 | 942 7,53 m  | 744 14,26 m | 696 1,88 m | 870 48"81 | 874 14"80 | 706 42,05 m | 1035 5.40 m | 758 61,33 m | 704 4:36.33 |
| 9       | Claston Bernard        | Giamaica      | 8225      | 931 10"69 | 930 7,48 m  | 777 14,80 m | 915 2,12 m | 855 49"13 | 953 14"17 | 762 44,75 m | 731 4,40 m  | 667 55,27 m | 704 4:36.31 |
| 10      | Roland Schwarzl        | Austria       | 8102      | 865 10"98 | 932 7,49 m  | 729 14,01 m | 749 1,94 m | 826 49"76 | 942 14"25 | 714 42,43 m | 941 5,10 m  | 683 56,32 m | 721 4:33.56 |
| 11      | Aleksandr Pogorelov    | Russia        | 8084      | 872 10"95 | 888 7,31 m  | 796 15,10 m | 859 2,06 m | 779 50"79 | 948 14"21 | 759 44,60 m | 910 5,00 m  | 640 53,45 m | 633 4:47.63 |
| 12      | Florian Schönbeck      | Germania      | 8077      | 883 10"90 | 886 7,30 m  | 776 14,77 m | 696 1,88 m | 801 50,30 | 931 14"34 | 755 44"41 m | 910 5,00 m  | 751 60,89 m | 688 4:38.82 |
| 13      | Romain Barras          | Francia       | 8067      | 830 11"14 | 811 6,99 m  | 784 14,91 m | 749 1,94 m | 842 49"41 | 927 14"37 | 763 44,83 m | 790 4,60 m  | 807 64,55 m | 764 4:27.09 |
| 14      | Maurice Smith          | Giamaica      | 8023      | 894 10"85 | 769 6,81 m  | 804 15,24 m | 723 1,91 m | 849 49"27 | 973 14"01 | 850 49,02 m | 673 4,20 m  | 761 61,52 m | 727 4:32.74 |
| 15      | Nikolay Averyanov      | Russia        | 8021      | 963 10"55 | 896 7,34 m  | 755 14,44 m | 749 1,94 m | 828 49"72 | 925 14"39 | 662 39,88 m | 849 4,80 m  | 656 54,51 m | 738 4:31.02 |
| 16      | Jaakko Ojaniemi        | Finlandia     | 8006      | 933 10"68 | 935 7,50 m  | 788 14,97 m | 749 1,94 m | 856 49"12 | 848 15"01 | 672 40,35 m | 790 4,60 m  | 727 59,26 m | 708 4:35.71 |
| 17      | Vitaliy Smirnov        | Uzbekistan    | 7993      | 885 10"89 | 830 7,07 m  | 721 13,88 m | 749 1,94 m | 856 49"11 | 878 14"77 | 715 42,47 m | 819 4,70 m  | 751 60,88 m | 789 4:23.31 |
| 18      | Qi Haifeng             | Cina          | 7934      | 847 11"06 | 896 7,34 m  | 701 13,55 m | 776 1,97 m | 831 49"65 | 876 14"78 | 770 45,13 m | 760 4,50 m  | 750 60,79 m | 727 4:32.63 |
| 19      | Stefan Drews           | Germania      | 7924      | 890 10"87 | 905 7,38 m  | 672 13,07 m | 696 1,88 m | 885 48"51 | 973 14"01 | 667 40,11 m | 910 5,00 m  | 611 51,53 m | 715 4:34.51 |
| 20      | Aliaksandr Parkhomenka | Bielorussia   | 7918      | 830 11"14 | 723 6,61 m  | 832 15,69 m | 831 2,03 m | 767 51"04 | 864 14"88 | 703 41,90 m | 849 4,80 m  | 826 65,82 m | 693 4:37.94 |
| 21      | Paul Terek             | Stati Uniti   | 7893      | 878 10"92 | 799 6,94 m  | 799 15,15 m | 749 1,94 m | 835 49"56 | 835 15"12 | 780 45,62 m | 1004 5,30 m | 598 50,62 m | 616 4:50.36 |
| 22      | David Gómez            | Spagna        | 7865      | 843 11"08 | 876 7,26 m  | 763 14,57 m | 670 1,85 m | 880 48"61 | 922 14"41 | 684 40,95 m | 731 4,40 m  | 749 60,71 m | 747 4:29.70 |
| 23      | Indrek Turi            | Estonia       | 7708      | 843 11"08 | 792 6,91 m  | 705 13,62 m | 831 2,03 m | 739 51"67 | 941 14"26 | 661 39,83 m | 849 4,80 m  | 728 59,34 m | 619 4:50.01 |
| 24      | Santiago Lorenzo       | Argentina     | 7592      | 838 11"10 | 821 7,03 m  | 681 13,22 m | 670 1,85 m | 845 49"34 | 804 15"38 | 669 40,22 m | 760 4,50 m  | 713 58,36 m | 791 4:23.08 |
| 25      | Jānis Karlivāns        | Lettonia      | 7583      | 789 11"33 | 876 7,26 m  | 686 13,30 m | 776 1,97 m | 790 50"54 | 852 14"98 | 733 43,34 m | 760 4,50 m  | 632 52,92 m | 689 4:38.67 |
| 26      | Prodromos Korkizoglou  | Grecia        | 7573      | 892 10"86 | 830 7,07 m  | 778 14,81 m | 749 1,94 m | 762 51"16 | 854 14"96 | 789 46,07 m | 819 4,70 m  | 634 53,05 m | 466 5:17.00 |
| 27      | Hans Olav Uldal        | Norvegia      | 7495      | 810 11"23 | 811 6,99 m  | 700 13,53 m | 670 1,85 m | 771 50"95 | 839 15"09 | 726 43,01 m | 760 4,50 m  | 738 60,00 m | 670 4:41.70 |
| 28      | Paolo Casarsa          | Italia        | 7404      | 782 11"36 | 739 6,68 m  | 785 14,92 m | 749 1,94 m | 673 53"20 | 803 15"39 | 843 48,66 m | 731 4,40 m  | 717 58,62 m | 582 4:56.72 |
| 29      | Eugène Martineau       | Paesi Bassi   | 7185      | 863 10"99 | 776 6,84 m  | 0 nm        | 803 2,00 m | 857 49"10 | 847 15"02 | 665 40,00 m | 849 4,80 m  | 792 63,62 m | 733 4:31.79 |
| 30      | Victor Covalenco       | Moldavia      | 6543      | 799 11"28 | 862 7,20 m  | 670 13,04 m | 670 1,85 m | 733 51"82 | 755 15"80 | 628 38,19 m | 0 nm        | 640 53,46 m | 786 4:23.81 |
| N.D.    | Pavel Andreev          | Uzbekistan    | dnf       | 797 11"29 | 0 nm        | 747 14,30 m | 803 2,00 m | 741 51"64 | 785 15"54 | 703 41,89 m | 880 4,90 m  | dns         | dns         |
| N.D.    | Tom Pappas             | Stati Uniti   | dnf       | 906 10"80 | 905 7,38 m  | 862 16,17 m | 831 2,03 m | 911 47"97 | 951 14"18 | 816 47,39 m | 0 nm        | dns         | dns         |
| N.D.    | Luiggy Llanos          | Porto Rico    | dnf       | 874 10"94 | 918 7,43 m  | 714 13,77 m | 723 1,91 m | 848 49"28 | 958 14"13 | 702 41,82 m | 0 nm        | dns         | dns         |
| N.D.    | Ahmad Hassan Moussa    | Qatar         | dnf       | 908 10"79 | 823 7,04 m  | 687 13,32 m | 644 1,82 m | 874 48"73 | 0 dnf     | dns         | dns         | dns         | dns         |
| N.D.    | Dennis Leyckes         | Germania      | dnf       | 850 11"05 | 826 7,05 m  | 657 12,84 m | 723 1,91 m | dns       | dns       | dns         | dns         | dns         | dns         |
| N.D.    | Jón Arnar Magnússon    | Islanda       | dnf       | 850 11"05 | 842 7,12 m  | 788 14,98 m | dns        | dns       | dns       | dns         | dns         | dns         | dns         |
| N.D.    | Kristjan Rahnu         | Estonia       | dnf       | 912 10"77 | 0 nm        | 756 14,45 m | dns        | dns       | dns       | dns         | dns         | dns         | dns         |
| N.D.    | Lev Lobodin            | Russia        | dnf       | 850 11"05 | 781 6,86 m  | dns         | dns        | dns       | dns       | dns         | dns         | dns         | dns         |
| N.D.    | Tomáš Dvořák           | Rep. Ceca     | dnf       | 746 11"53 | dns         | dns         | dns        | dns       | dns       | dns         | dns         | dns         | dns         |

## Statistiche
Il record olimpico di Daley Thompson (8.847 punti), uno dei più longevi, è durato 20 anni esatti.
Roman Šebrle riesce ad ottenere un punteggio superiore agli 8.800 punti per l'ottava volta. Nessuno ha fatto meglio di lui.
Brian Clay è il "piazzato" con il punteggio più alto in assoluto.
È stata la finale a più alto contenuto tecnico della storia olimpica, con ben 16 atleti oltre gli 8.000 punti.